# Wapen van Froidchapelle
Het wapen van Froidchapelle is het heraldisch wapen van de Henegouwse gemeente Froidchapelle. Het eerste wapen werd op 19 augustus 1911 (publicatie in het Belgisch Staatsblad op 10 september) bij Koninklijk Besluit aan de gemeente toegekend, het tweede, aangepaste wapen werd op 30 april 1999 bij Ministerieel besluit aan de fusiegemeente Froidchapelle toegekend.

## Geschiedenis
Het eerste wapen werd in 1911 aan de gemeente Froid-Chapelle (sinds 1964 Froidchapelle geschreven) toegekend en was identiek aan het wapen van de familie Croÿ-Renty. Het wapen waarop men zich hiervoor baseerde, bevond zich in het oude salon van de gemeente, maar werd tijdens de Eerste Wereldoorlog door de Duitse troepen gestolen. Dit wapen met het jaartal 1580 bestond uit het wapen van de graaf van Beaumont, getopt met een gravenkroon en omkranst met een ketting van de Orde van het Gulden Vlies.
Het in 1999 aan de in tussen 1964 (Fourbechies) en 1976 (Boussu-lez-Walcourt, Erpion, Vergnies) ontstane fusiegemeente Froidchapelle toegekende gemeentewapen was een aangepaste versie van het oude wapen: de dwarsbalken in het eerste en vierde kwartier werden "golvend" om het water van de meren van de Eau d'Heure te symboliseren, terwijl de strijdbijlen in het tweede en derde kwartier werden vervangen door eikenbladeren die de bossen van de gemeente symboliseren.

## Blazoenering
De blazoenering van het eerste wapen luidde als volgt:

Écartelé aux 1 et 4 d’argent à trois fasces de gueules, aux 2 et 3 d’argent à trois doloires de gueules, les deux en chefs adossées.
— Koninklijk Besluit van 19 augustus 1911 (gepubliceerd op 10 september).

Het huidige wapen heeft de volgende blazoenering:

Écartelé aux 1 et 4 d’argent à trois fasces ondées de gueules, aux 2 et 3 d’argent à trois feuilles de chênes de gueules 2 et 1, posées la première et la troisième en bande, la deuxième en barre.
— Ministerieel besluit van 30 april 1999.

## Verwante wapens

Wapen van Bever (België).
Wapen van Etroeungt (Frankrijk).
Wapen van Hervelinghen (Frankrijk).
Wapen van Montcornet (Frankrijk).
Wapen van Rousies (Frankrijk).
Wapen van Sivry-Rance (België).